# Баба, Иддрису
Иддрису Баба Мохамед (англ. Iddrisu Baba Mohamed; родился 22 января 1996 года в Аккра, Гана) — ганский футболист, полузащитник клуба «Альмерия» и сборной Ганы.

## Клубная карьера
Баба — воспитанник испанских клубов «Леганес» и «Мальорка». В 2015 году Иддрису начал выступать за дублирующий состав последнего. Летом 2017 года Баба для получения игровой практики был арендован клубом «Баракальдо». 9 сентября в матче против дублёров «Реал Сосьедада» он дебютировал за новую команду. 15 октября в поединке против дублёров хихонского «Спортинга» Иддриса забил свой первый гол за «Баракальдо». По окончании аренды Баба вернулся в «Мальорку». В 2018 году в матче против «Осасуны» он дебютировал в Сегунде за основной состав. По итогам сезона Иддрису помог клубу выйти в элиту. 17 августа 2019 года в матче против «Эйбара» он дебютировал в Ла Лиге. 31 октября 2021 года в поединке против «Кадиса» Идриссу забил свой первый гол за «Мальорку».

## Международная карьера
14 ноября 2019 года в отборочном матче Кубка Африки 2021 против сборной ЮАР Баба дебютировал за сборную Ганы.